# Czesław Thullie

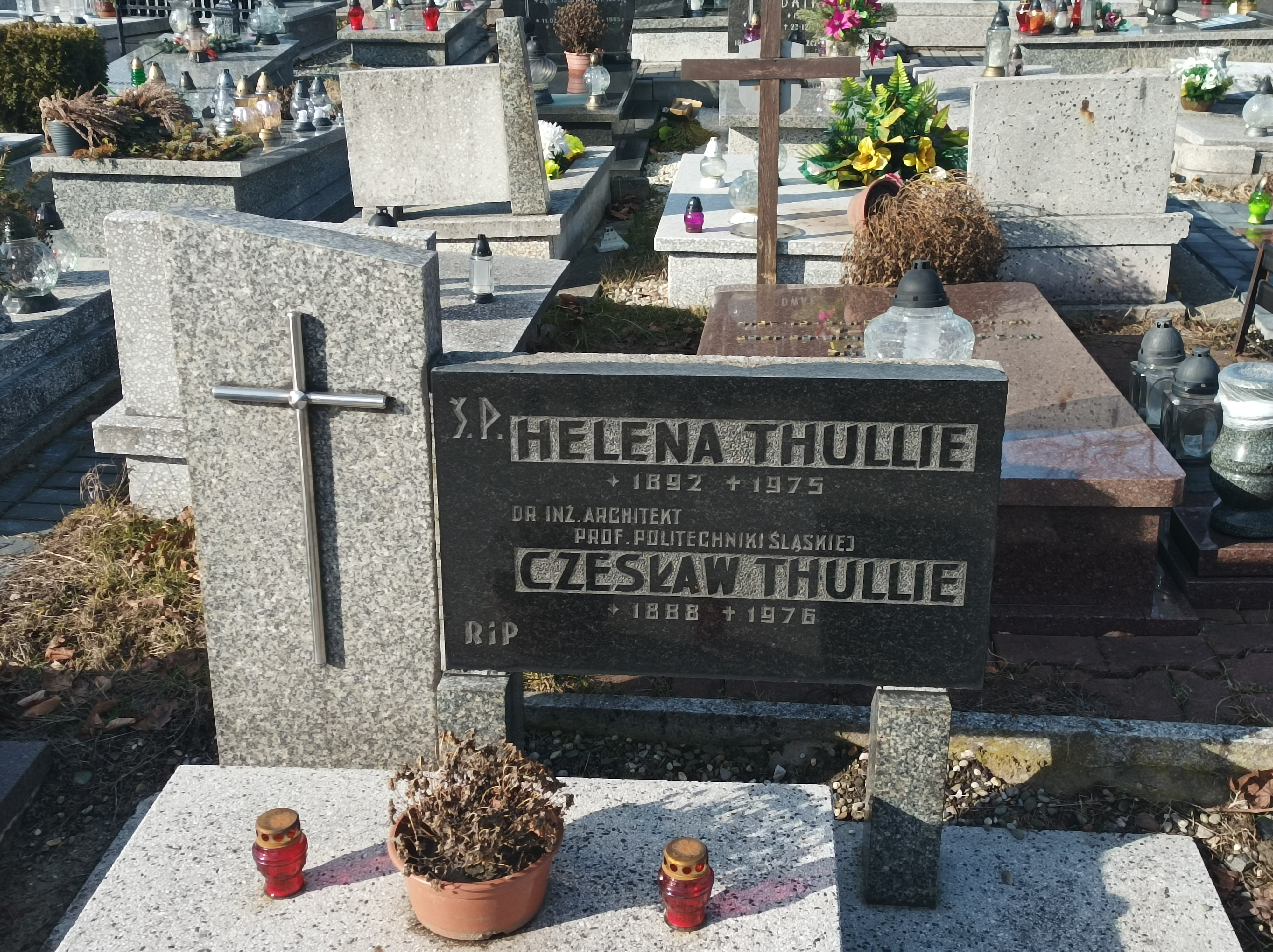
Grób prof. Czesława Thullie na cmentarzu przy ul. Sienkiewicza w Katowicach

Czesław Thullie herbu Prawdzic (ur. 12 stycznia 1888 we Lwowie, zm. 20 czerwca 1976 w Katowicach) – polski architekt i historyk architektury.

## Życiorys
Był synem Maksymiliana Thullie inżyniera, wykładowcy i rektora Politechniki Lwowskiej, senatora I, II i III kadencji Senatu RP, bratem księdza Kazimierza Thullie, Zdzisława Ignacego (1892-1922) oraz sióstr Ewy Marii (1880-1967), Marii Franciszki (ur. 1891) i Zofii Franciszki (ur. 1896)
Ukończył studia architektoniczne na Politechnice Lwowskiej, studia malarskie w Monachium oraz szkołę malarską – Wolną Akademię Sztuki Stanisława Batowskiego-Kaczora we Lwowie.
We Lwowie współpracował z architektami Ignacym Kędzierskim (1877-1968) i Adamem Opolskim (ur. 1878). Pracował w Namiestnictwie Galicyjskim, a później w Urzędach Wojewódzkich we Lwowie i Tarnopolu.
Został powołany na stanowisko profesora sztuki dekoracyjnej w szkole Przemysłu Artystycznego (1924-1939). Był też wykładowcą Liceum w Krynicy-Zdroju i profesorem Instytutu Sztuk Plastycznych w Krakowie.
Po II wojnie światowej zamieszkał w części wschodniej Górnego Śląska. Był współorganizatorem Politechniki Śląskiej w Gliwicach. Został profesorem nadzwyczajnym w 1946, zwyczajnym w 1948 Oddziału Architektury Wydziału Inżynieryjno-Budowlanego oraz członkiem podkomisji architektury i urbanistyki Polskiej Akademii Umiejętności w Krakowie.
Wielokrotnie odznaczany m.in. Krzyżem Kawalerskim Orderu Odrodzenia Polski.

## Dzieła (wybór)
- Gimnazjum w Chodorowie (1926)[1];
- Szkoła powszechna we Lwowie (1926);
- VIII Państwowe Gimnazjum im. Króla Kazimierza Wielkiego we Lwowie (1924-1927);
- Nagrobki na Cmentarzu Łyczakowskim;
- Kaplica w stylu funkcjonalizmu przy klasztorze św. Józefa we Lwowie (1927)[2];
- Przebudowa budynków mieszkalnych w Opolu.

## Publikacje (wybór)
- Cechy obronne zabytków polskiego budownictwa, Lwów: Wydawn. J. Lachowski 1934
- Jak wyglądały domy w dawnych miastach polskich, Lwów: Wydawn. W. Gubrynowicza i Syna, 1914
- O kościołach lwowskich z czasów Odrodzenia, Lwów: Wydawn. W. Gubrynowicza i Syna, 1913
- Widoki polskich miast i zabytków architektonicznych ze zbiorów graficznych Biblioteki Pawlikowskich we Lwowie. Szkicownik prof. Czesława Thullie, oprac. i red. Andrzej Majdowski, Warszawa: "Neriton", 1994.
- Zabytki architektoniczne województw katowickiego i opolskiego. Przewodnik, Katowice: "Śląsk", 1969.
- Zabytki architektoniczne ziemi śląskiej na tle rozwoju architektury w Polsce, rys. aut. ; oprac. graf. Tadeusz Grabowski. Katowice : "Śląsk", 1965.